# 21674 Renaldowebb
21674 Renaldowebb este un asteroid din centura principală de asteroizi.

## Descriere
21674 Renaldowebb este un asteroid din centura principală de asteroizi. A fost descoperit pe 7 septembrie 1999 la Socorro, New Mexico, în cadrul proiectului LINEAR. Asteroidul prezintă o orbită caracterizată de o semiaxă mare de 2,62 ua, o excentricitate de 0,14 și o înclinație de 15,6° în raport cu ecliptica.